# NGC 6670
NGC 6670 est une paire de galaxies spirales vues par la tranche, située dans la constellation du Dragon. Sa vitesse par rapport au fond diffus cosmologique est de 8 581 ± 37 km/s, ce qui correspond à une distance de Hubble de 126,6 ± 8,9 Mpc (∼413 millions d'al). NGC 6670 a été découverte par l'astronome américain Lewis Swift en 1886.
- Notes : dans l'encadré ci-contre à droite, apparaissent en premier les données pour NGC 6670A, suivies, après « & », de celles pour NGC 6670B (exemple : 105° & 90°). Cela ne concerne cependant pas les coordonnées célestes de la paire (ascension droite et déclinaison) et la distance.

## Caractéristiques
Les deux membres de la paire de galaxies NGC 6670 présentent une large raie HI et renferment des régions d'hydrogène ionisé (HII),. De plus, elles sont lumineuses en infrarouge (LIRG).

### Identification
NGC 6670 se compose de NGC 6670A (parfois nommée NGC 6670) à l'est et de NGC 6670B à l'ouest. Dans un article publié en 2001, les deux galaxies sont désignées comme étant NGC 6670E et W selon leur localisation (E et W pour est et ouest).
Notons que la base de données HyperLeda identifie NGC 6670A comme étant PGC 200359, une région lumineuse et compacte située à l'extrémité est de NGC 6670A. Cette région, dont la nature reste encore à jour imprécise, pourrait être une extension du disque stellaire de NGC 6670A ou une jeune galaxie naine, née de l'interaction entre les deux galaxies (voir section suivante, ci-dessous).

### Galaxies en interaction

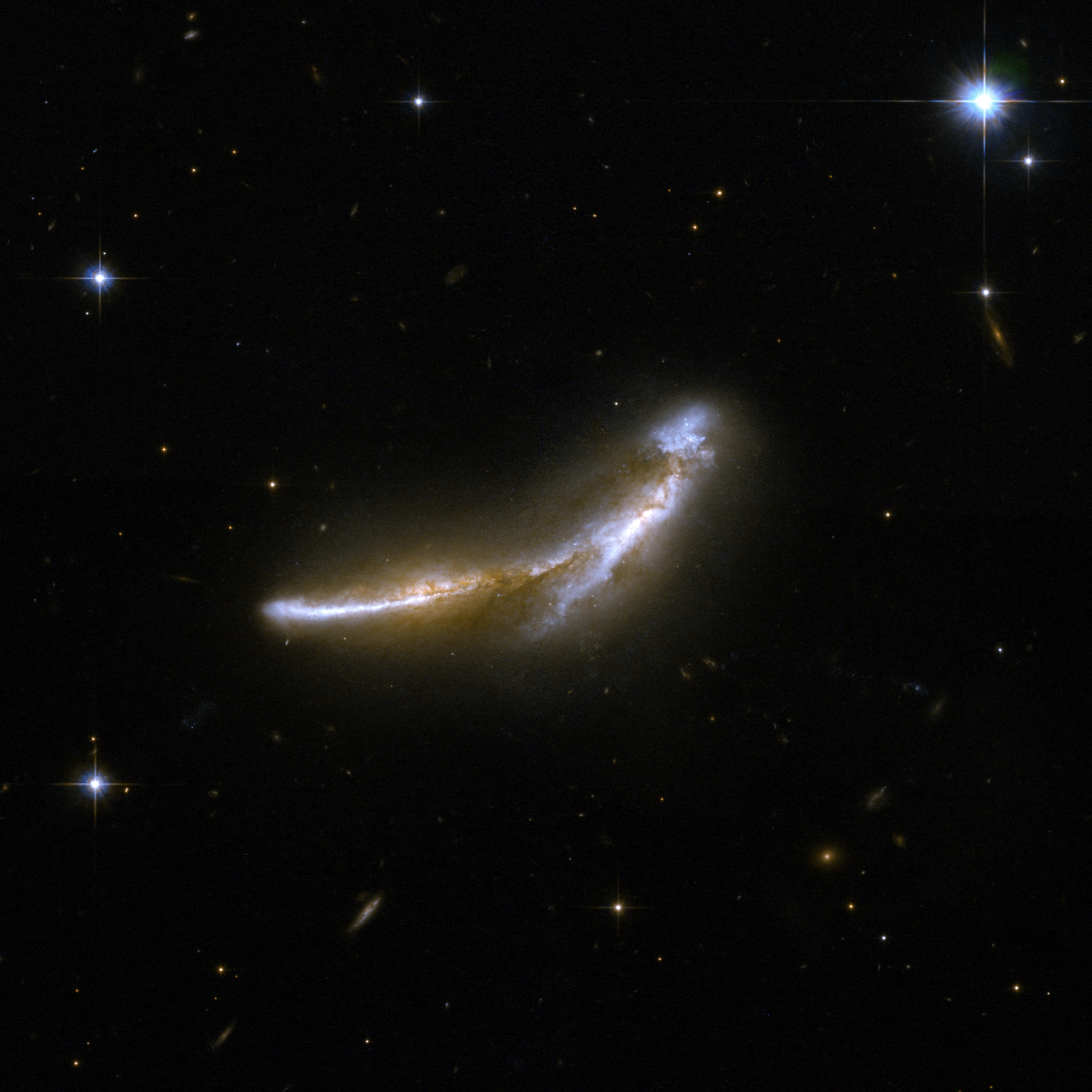
NGC 6670 imagée par le télescope spatial Hubble (en 2008). Sur cette image, NGC 6670A est la galaxie bleue située sur la droite.

Vues depuis la Terre, les deux galaxies de NGC 6670 se présentent de profil, avec leurs disques qui se chevauchent. Il est cependant difficile d'affirmer si elles sont réellement en contact ou s'il s'agit d'un effet optique. On pense qu'elles ont connu une première rencontre rapprochée par le passé et qu'elles sont aujourd'hui observées au stade précoce d'une seconde rencontre. De plus, la présence de queues de marée d'hydrogène atomique neutre (HI) y a été détectée. De ce fait, les deux galaxies forment une paire en interaction gravitationnelle.
Les galaxies de NGC 6670 sont séparées depuis leurs noyaux d'une distance d'environ 16 kpc (∼52 200 al). Aussi, chacune se caractérise par le début d'une vague de formation d'étoiles en son centre.

## Galaxies membres (détails)

### NGC 6670A
Cette galaxie est la plus orientale (à l'est) de la paire. Sa vitesse par rapport au fond diffus cosmologique est égale à 8 615 ± 17 km/s, ce qui correspond à une distance de Hubble de 127,07 ± 8,90 Mpc (∼414 millions d'al). Son envergure est d'environ 40,14 kpc (∼131 000 al),.
En raison d'une brillance de surface égale à 11,80 mag/am2, on peut qualifier NGC 6670A de galaxie présentant une brillance de surface élevée.

### NGC 6670B
Cette galaxie est la plus occidentale (à l'ouest) de la paire. Sa vitesse par rapport au fond diffus cosmologique est égale à 8 325 ± 49 km/s, ce qui correspond à une distance de Hubble de 122,78 ± 8,65 Mpc (∼400 millions d'al). Son envergure est d'environ 53,06 kpc (∼173 000 al),.